# Московский метрополитен (предприятие)
Госуда́рственное унита́рное предприя́тие го́рода Москвы́ «Моско́вский о́рдена Ле́нина и о́рдена Трудово́го Кра́сного Зна́мени метрополите́н и́мени В. И. Ле́нина» (с 13 мая 1935 года по 29 ноября 1955 года — Л. М. Кагановича), ГУП «Московский метрополитен» — организация, осуществляющая эксплуатацию системы скоростного транспорта Москвы, включающей в себя Московский метрополитен, с 2021 года — Московский трамвай и, до 27 июня 2025 года, монорельс, несмотря на техническую несвязанность с метрополитеном) и автовокзалы города Москвы. Также является заказчиком перевозок на Московском центральном кольце, эксплуатация которого осуществляется ОАО «РЖД». С 2011 года является подведомственным предприятием Департамента транспорта Москвы и развития дорожно-транспортной инфраструктуры и Департамента строительства Москвы, входит в систему Московского транспортного комплекса. С момента появления сменил 12 руководителей.
Планируется, что предприятие будет акционером строительства высокоскоростной магистрали Москва — Санкт-Петербург.
В Московском метрополитене находится станция «Мякинино», не принадлежащая ГУП «Московский метрополитен», поскольку построена с участием частных капиталовложений компании «Crocus Group» Араса Агаларова. Вместе с этим станция является первой в Московском метрополитене, находящейся в области.

## Подразделения
По состоянию на 2017 год ГУП «Московский метрополитен» состоял из следующих подразделений и служб:
- Руководство метрополитена
- Служба пути
- Проектно-конструкторское бюро
- Ревизорский аппарат
- Учебно-производственный центр
- Служба пассажирских обустройств ДИ
- Служба безопасности
- Служба подвижного состава
- Служба движения
- Служба сигнализации, централизации и блокировки
- Служба сбора доходов
- Служба электроснабжения
- Служба связи
- Эскалаторная служба
- Служба тоннельных сооружений
- Электромеханическая служба
- Служба энергоресурсов и развития энергосети

### Ситуационный центр

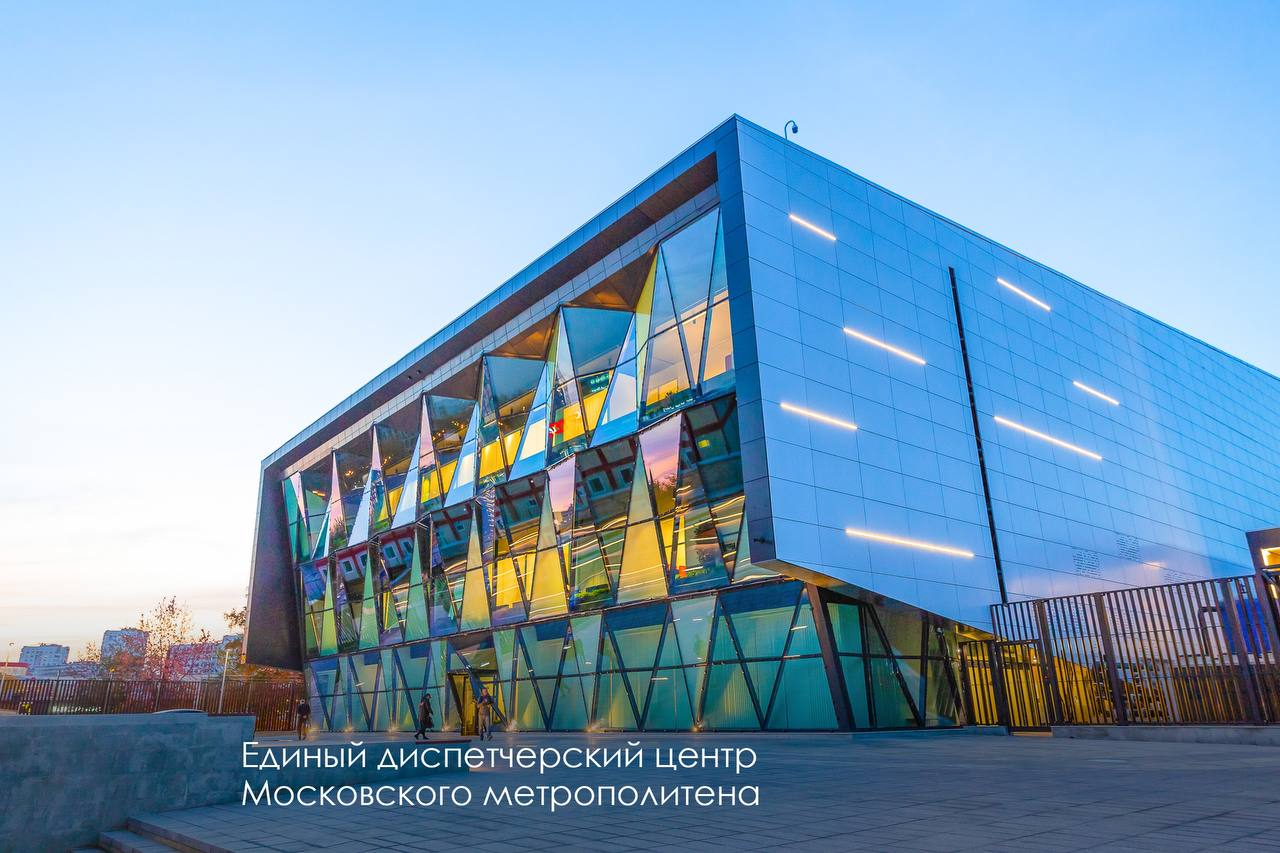
Единый диспетчерский центр (ЕДЦ) Московского метрополитена

1 мая 2005 года начал свою работу Ситуационный центр Московского метро. В 2016 году Московский метрополитен начал реализацию проекта по созданию интеллектуальной системы видеонаблюдения и Центра обеспечения транспортной безопасности. 
В октябре 2019 года года начал работу Единый диспетчерский центр, расположенный в здании бывшего кинотеатра «Ереван» на Дмитровском шоссе возле станции «Селигерская» Люблинско-Дмитровской линии. Новый центр в режиме реального времени ведёт обработку всех сигналов о чрезвычайных ситуациях, происходящих на территории метрополитена. Операторы центра принимают вызовы, поступающие с колонн экстренного вызова, установленных на большинстве станций, а также просматривают сигналы с камер видеонаблюдения. За каждую линию метро отвечает так называемый диспетчерский круг. Сотрудники могут мгновенно обмениваться информацией и принимать решения. При этом цифровые технологии позволяют специалистам ЕДЦ наблюдать за работой всего метро в целом. Они видят, где находится конкретный поезд и сколько людей на станции, как функционируют светофоры и эскалаторы.

### «Метрополитен Банк»
В 1990 году Управлением Московского метрополитена имени В. И. Ленина создан «Метрополитен банк». После продажи части акций инвесторам метрополитен сохранил за собой контрольный пакет. В 1995 году у банка отозвана лицензия.

## Руководство
За 90 лет у Московского метрополитена сменилось 12 руководителей:
- Адольф Петриковский (30 октября 1934 — 20 августа 1937)
- Владимир Днепровский (и.о. с 21 августа 1937; 23 сентября 1937 — 28 января 1938)
- Иван Новиков (29 января 1938 — 1 января 1950)
- Александр Ежов (и.о. с 1 января 1950; 11 января 1950 — 30 октября 1959)
- Александр Новохацкий (и. о. с 31 октября 1959; 2 ноября 1959 — 9 марта 1973)
- Евгений Легостаев (и. о. с 9 марта 1973; 16 марта 1973 — 31 октября 1979)
- Юрий Сенюшкин (и. о. с 1 ноября 1979; 12 декабря 1979 — 12 сентября 1986)
- Евгений Дубченко (12 сентября 1986 — 21 июля 1995)
- Дмитрий Гаев (и. о. с 22 июля 1995; 28 декабря 1995 — 7 февраля 2011)
- Иван Беседин (7 февраля 2011 — 22 июля 2014)
- Дмитрий Пегов (22 июля 2014 — 23 мая 2017)
- Виктор Козловский (с 23 мая 2017)

## Эксплуатация
Машинистов и других сотрудников Московского метрополитена готовят в специализированном Корпоративном университете Транспортного комплекса (бывш. Учебно-производственный центр).
1 января 2021 года был снят запрет на управление электропоездов женщинами, и с 3 января 2021 года в московском метро они, впервые спустя 40 лет установления его в СССР, возобновили работу. Снятие запрета с января 2021 года по август 2023 года касалось только Филёвской линии, поскольку на ней эксплуатируются одни из самых на тот момент современных моделей поездов — «Москва» «первой модификации» (81-765.2/766.2/767.2) — в августе 2023 года запрет на управление электропоездов женщинами был снят для Некрасовской линии. Пересмотр законов также связан с оснащением линий современным оборудованием; незаконность запрета на управление электропоездом женщинами, дискриминирующего женщин в России, признана ООН.
Несмотря на техническую невзаимосвязанность метрополитена с МЦК и МЦД, их работу вместе с метрополитеном контролирует Единый диспетчерский центр, поскольку они входят в единую систему скоростного рельсового транспорта Москвы.
Размер подвижного состава, по состоянию на сентябрь 2024 года, составляет около 6600 вагонов.

## Критика
После распада СССР руководство ГУП «Московский метрополитен» никак не отреагировало на трагедию на «Авиамоторной» в 1982 году, впервые предавшуюся огласке широкой общественности выпуском газеты «Вечерняя Москва» в 1992 году при отсутствии цензуры, замолчавшей событие вследствие, по одной из версий, готовящегося визита делегации из Нью-Йорка.
Заведующий кафедрой Московского государственного университета путей сообщения Леонид Баранов, входивший в комиссию по расследованию крупнейшей катастрофы в Московском метрополитене за всю его историю и историю метрополитенов России (но не участвовавшего в экспертизе), не согласен с официальной версией о её причинах, по которой поезд сошёл с рельсов из-за неправильного закрепления стрелочного перевода — трёхмиллиметровой проволокой, придерживаясь того, что имела место техническая неисправность — от подвагонного оборудования отвалился редуктор (или иной металлический предмет) и, столкнувшись со стрелочным переводом, заблокировал тележку, с чем также согласен представитель профсоюза, поставивший под сомнение способ закрепления стрелки трёхмиллиметровой проволокой. В пользу этой версии, помимо прочего, говорят сколы от металлического предмета на шпалах, найденных в ста метрах от места катастрофы. Также, не соглашаясь с официальной версией, эксперты опровергают сам факт подвижности механизма стрелочного перевода извне, взаимодействие его с колёсами поезда и указывают на то, что из соображений безопасности в принципе невозможно закрепить стрелку проволокой. Однако  версию с технической неисправностью отвергает машинист и заместитель председателя Независимого профсоюза работников Московского метрополитена Валерий Собачкин. Также, по данным РБК, ГУП «Московский метрополитен» завышал стоимость подвижного состава при попытке возместить ущерб от схода поезда с рельсов.
В мае 2021 года СМИ сообщили о том, что ГУП «Московский метрополитен» увольняет сотрудников из-за того, что они зарегистрировались на сайте в поддержку Навального. На 15 мая было уволено не менее 40 человек. Работникам предлагают уволиться по соглашению сторон, а в случае отказа увольняют по статье за прогул. Депутат Мосгордумы от «Справедливой России» Михаил Тимонов назвал массовое увольнение антиконституционным деянием, которое «входит в противоречие в том числе с уголовным кодексом РФ, не допускающим дискриминацию». Независимый профсоюз ГУП «Московский метрополитен» сообщил, что намерен помогать уволенным сотрудникам. Итогом стало восстановление 37 сотрудников с компенсациями простоя и морального вреда.
В октябре 2022 года стало известно о массовых жалобах машинистов поездов на мобилизацию, связанную со вторжением России на Украину.
24 октября 2024 года стало известно о задержании заместителя начальника метрополитена Дмитрия Дощатова, подозреваемого в присвоении средств для покупки автомобиля Toyota RAV4, взяв два млрд рублей из трёх при строительстве, что сказалось на качестве новых станций.
В Московском метрополитене существует проблема нехватки машинистов (по словам председателя профсоюза работников Николая Гостева, 800 человек; из-за переработок взяли больничный 37 машинистов), что сказывается на движении поездов по линиям — некоторые из поездов для снижения их парности начали отменять. Руководство метрополитена это опровергает. Кроме того, по сообщениям профсоюза, наблюдается нехватка путевых обходчиков, а напряжённый график без выходных привёл к гибели 28-летнего начальника путевой части. Всё это руководством также опровергается.
В Московском метрополитене эксплуатируется электропоезд «Русич», не предназначенный для линий «классического» метрополитена — Арбатско-Покровской и, впоследствии, Сокольнической, поскольку не рассчитан на их пассажиропоток ввиду количества дверей на состав и их расположение по сравнению с вагонами «стандартных» габаритов, что, как считают специалисты по транспорту, отрицательно сказывается на пассажиропотоке.
Руководство ГУП «Московский метрополитен» не предприняло мер против сотрудника Николая Козлова, занимавшего пост главного ревизора по безопасности движения после его опасного вождения поездом «Москва-2020» во время обкатки по Большой кольцевой линии — экстремальным сближением с поездом 81-765.4/766.4/767.4 «Москва-2019», которое позволяло целенаправленное отключение отвечающей за безопасность движения поездов системы АРС, при этом этом права доступа к управлению подвижным составом у него не было, что в последствии привело к аварии на станции «Печатники», охарактеризованная Департаментом транспорта как «накат» одного состава на другой, однако таковой не являющаяся, поскольку проверка наката, — выявление отсутствия препятствий движению поезда, — это, как правило, штатное (стандартное) действие машинистов. В дальнейшем ранее прекращённое дело против Николая Козлова было возобновлено.
В середине апреля 2025 года стало известно, что ГУП «Московский метрополитен» подозревается в коррупционных схемах: так, структуры, связанные с предприятием, требуют с девелоперов заключать договоры на неоправданно высокие суммы для получения ими разрешения на строительство вблизи линий и станций метро, а также затягивание сроков ввода их в эксплуатацию; противоречия технической документации при согласовании с метрополитеном или её подлог с другими, «неугодными» компаниями, может отразиться на безопасности эксплуатации транспортной системы: так, в частности, публиковались данные о проблемах в тоннеле на перегоне между станциями «Тушинская» и «Октябрьское Поле», из-за чего было приостановлено строительство ЖК «Cityzen», но Департамент транспорта опроверг информацию о вызванном ими закрытии движения между «Октябрьским Полем» и «Планерной».